# David Paetkau
David E. Paetkau est un acteur canadien, né le 10 novembre 1978 à Vancouver, au (Canada).

## Filmographie

### Acteur
- 1998 : Comportements troublants (Disturbing Behavior) : Tom Cox
- 1998 : De parfaits petits anges (Perfect Little Angels) (TV) : Jeff
- 2000 : Jour Blanc (Snow Day) : Chuck Wheeler
- 2003 : Destination finale 2 (Final Destination 2) : Evan Lewis
- 2004 : LAX (série télévisée) : Nick
- 2004 : Whistler (série télévisée) : Beck McKaye
- 2006 : Souviens-toi... l'été Dernier 3 (I'll Always Know What You Did Last Summer) : Colby Patterson
- 2007 : Aliens vs Predator 2 : Requiem : Dale Collins
- 2008 - 2012 : Flashpoint (série télévisée) : Sam Braddock
- 2011 : Goon : Ira Glatt
- 2013 : Man of Steel : Threat Analyst
- 2017 : The Space Between : Marcus
- 2017 : Enquêtes gourmandes : Festin mortel (The Gourmet Detective: Eat, Drink & Be Buried) de Mark Jean (TV) : Colin
- 2018 : Colony : Adam Ford
- 2019 : The InBetween (en) : Luke Hall

### Guest[1]
- First Wave (Saison 2, épisode 15) : Elias
- Justice
- Mes plus belles années (Saison 2, épisode 14) : Doc
- Smallville (Saison 1, épisode 03 et Saison 8, épisode 12) : Danny Turpin
- Stargate SG-1 (Saison 6, épisode 18) : Liam Pender
- Les Experts : Miami(Saison 3, épisode 16) : Jeff McGill
- Eureka (Saison 1, épisode 9) : Callister Raynes
- Dexter (Saison 5, épisode 8) : Owen
- Supernatural (Saison 6, épisode 1,2) : Mark Campbell
- Esprits Criminels (Saison 11, épisode 3): Ryan Becker

### Sources
- (en) Cet article est partiellement ou en totalité issu de l’article de Wikipédia en anglais intitulé « David Paetkau » (voir la liste des auteurs).